# 방탄

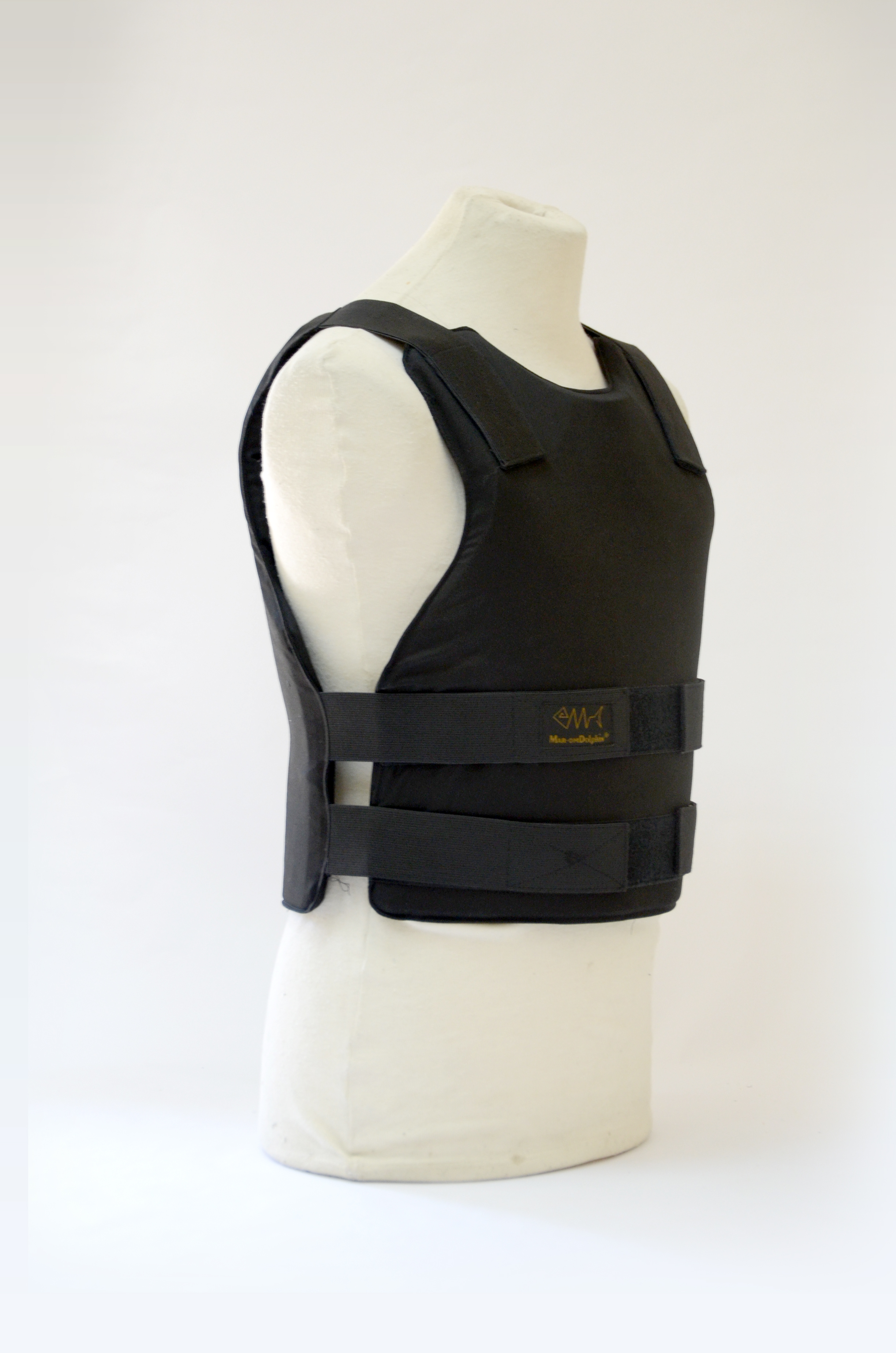
방탄조끼

방탄(防彈, bulletproof)은 총알이나, 수류탄의 파편 따위를 막는 기술이다. 성능을 올려 폭발물도 방어하는 방탄도 존재한다. 과거 방탄복과 방탄모의 개발로 시작해 현대에 이르러 방탄유리까지 확장되어 연구, 발전되고 있다. 특히 방탄복은 총알 및 포탄 파편과 같은 외부 충격으로부터 착용자의 부상을 방지하기 위한 의류로서 주로 군수영역인 군이나 경찰 임무 수행을 위해 사용되어 왔으나 최근에는 경호 등의 민간영역에서 활발히 사용되고 있다.

## 활용

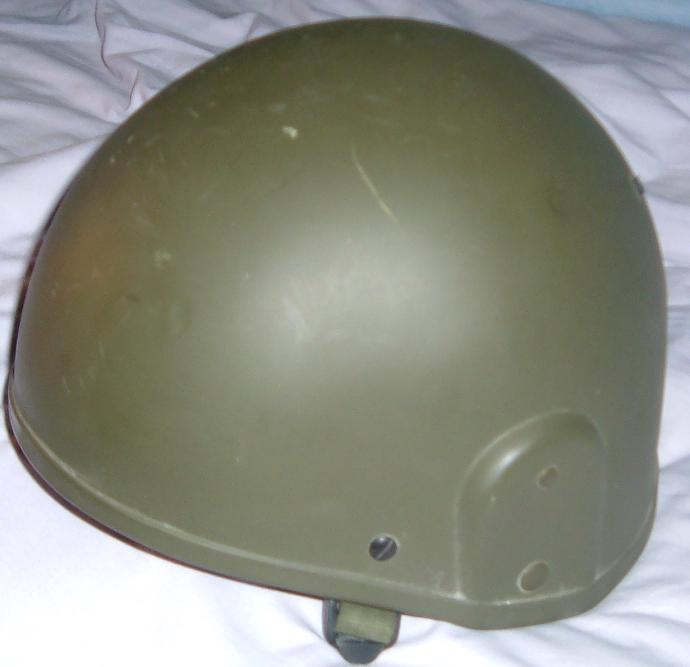
방탄헬멧(Mk6 helmet)

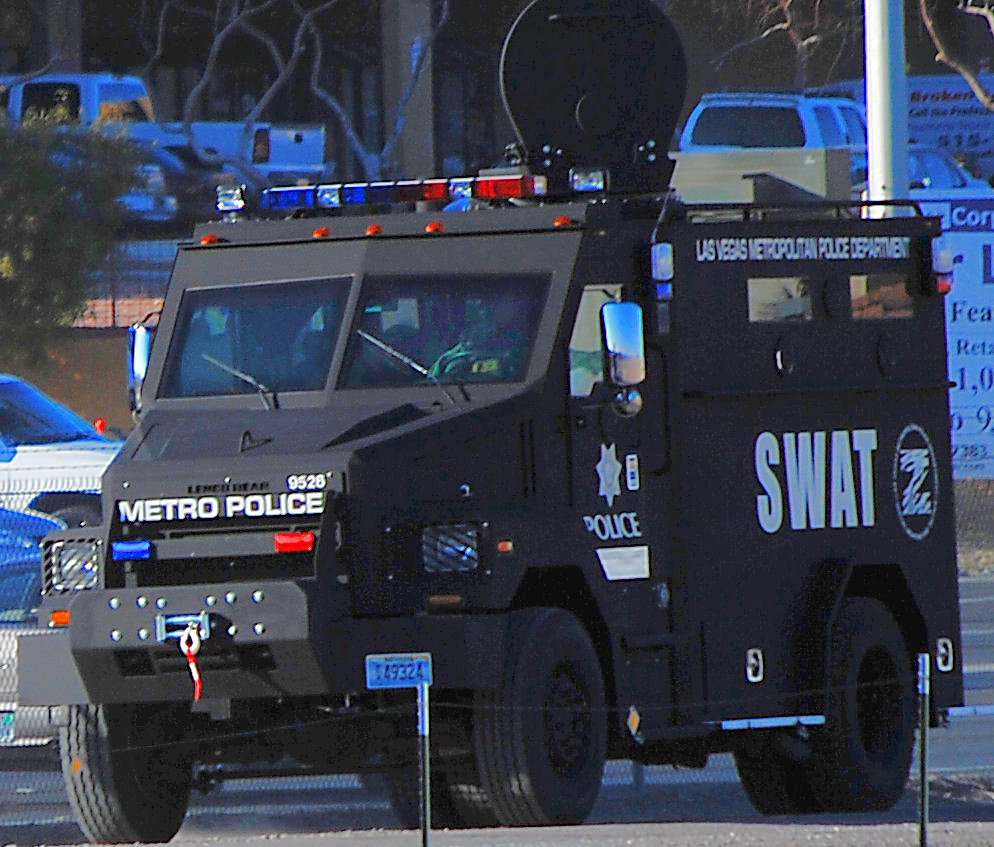
S.W.A.T vehicle

방탄의 활용은 크게 민간, 경찰, 군 세 부분으로 나눌 수 있다. 민간에서는 VIP대상 특수 제작 차량, 현금 수송차량, 금고에서 활용된다. 경찰에서는 총과 파편으로부터 대비를 위해 방탄 조끼와 헬멧, 기갑 구조 차량(armored vehicle, S.W.A.T vehicle), 수송 차량 등에서 활용된다. 군에서는 다양한 방면에서 활용된다. 방탄 의류와 헬멧, 군용 차량과 군함, 헬기에서 주로 활용된다.

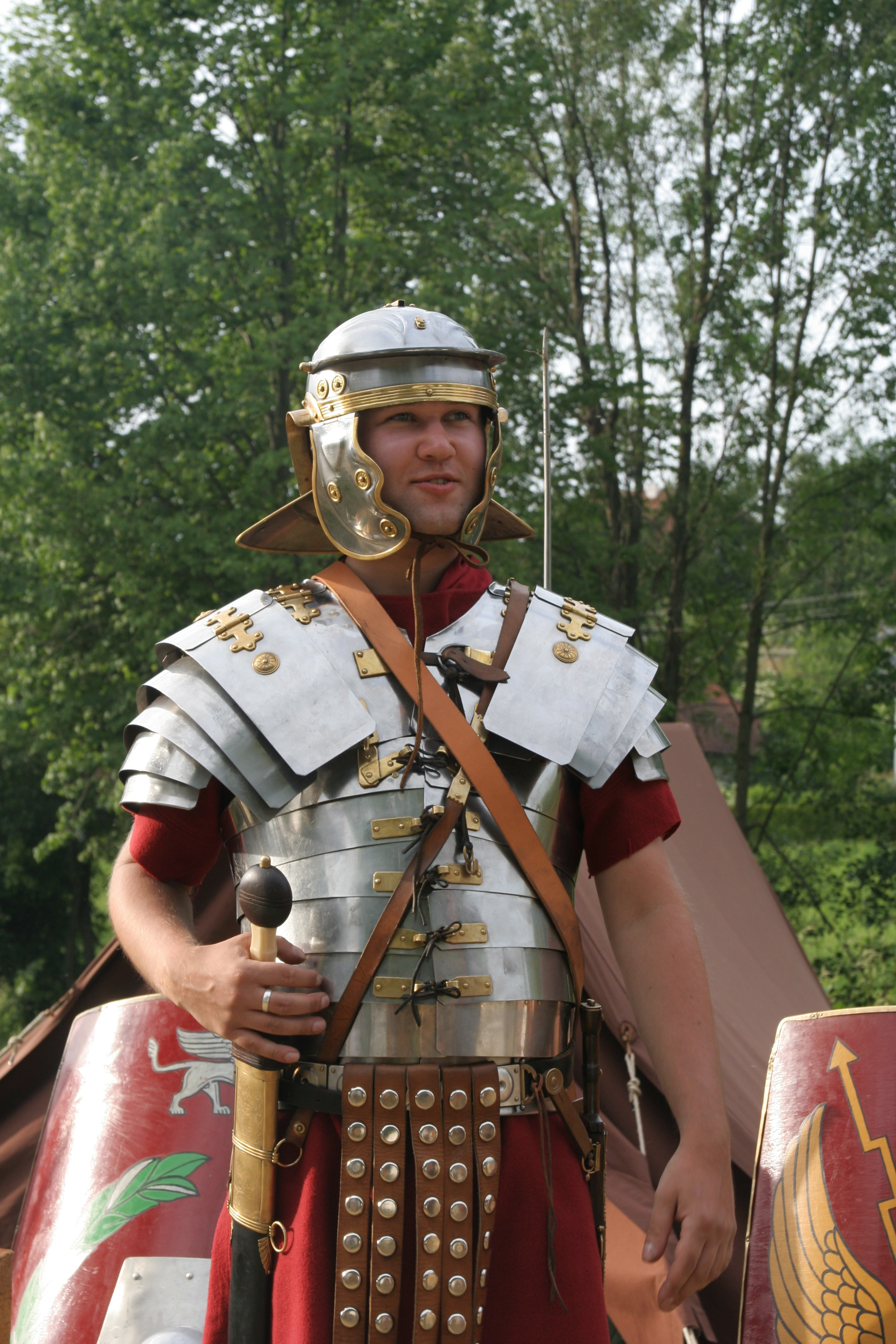
로리타 세그멘타타(lorica segmentata)

방탄 소재에 따라서 이용되는 방법이 다르다. 소재의 경화 정도에 따라 경장갑(soft armor)와 중장갑(hard armor)로 구분할 수 있는데, 경장갑은 주로 섬유, 플라스틱 소재로 가공하기 쉬운 장점이 있어 방탄 의류를 만드는데 주로 사용된다. 또한 다양한 운송수단의 방탄에서 표면 내부에 이용되어 방탄 성능을 높이는데 이용된다.
경장갑은 이용할 수 있는 방면이 넓은 반면 그 방탄 성능에 한계가 있다. 중장갑은 알루미늄, 티타늄 등의 금속으로 만들어지며, 단단한 소재의 특성으로 탄이 관통하는 것을 막는다. 주로 방탄 헬멧을 비롯해 팔 다리 등 기동성에 영향을 주지 않는 몸의 부위를 보호하는 방호구의 재료로 쓰이고, 차량과 방호 대피소, 헬기의 재료로 활용된다.

## 역사

### 방탄복
고대부터 근대까지는 칼이나 화살 또는 구식 화기를 막기 위한 목적으로 제작되었으며, 현대의 방탄복보다 훨씬 무거워 20~30kg이 넘기도 하여 방탄복 이라기보다는 갑옷에 가까웠다. 청동 갑옷과 로리타 세그멘타타가 주요 갑옷이다. 이후 갑옷을 뚫는 화기의 도입과 발전으로 갑옷은 조금씩 설 자리를 잃게 되고, 경량화로 인해 청동 및 강한 섬유인 실크셔츠로 제작된 몸통, 투구만 남은 흉갑 등으로 발전하였다. 사슬 갑옷, 몽골 갑옷, 판금 갑옷이 대표적이다.

화승총

흔히 우리가 생각하는 총알(bullet)을 막는 기능의 방탄복은 16세기에 등장하였다. 9세기 중국에서 화약이 발견된 후 11세기 마찬가지로 중국에서 처음으로 화기가 개발되었다. 그 후 오랜 시간이 지나 16세기에 붙 붙은 심지를 고정하는 장치와 함께 석궁에서 사용하는 방아쇠 구조가 접목된 '화승총(Matchlock)'이 등장하기 시작했다. 이 화승총은 1525년 파비아 전투를 전후로 전쟁에서 치명적인 무기로 거듭나기 시작했다. 발전하는 화기에 대응하기 위해서 방탄복이 개발되기 시작했다고 볼 수 있다. 이렇듯 시대에 따라 전쟁에서 사용하는 화기의 종류가 달라지고 이에 맞추어 방탄복 또한 발전되는 양상을 보인다. 방탄복이 상용화된 것은 18세기였다.

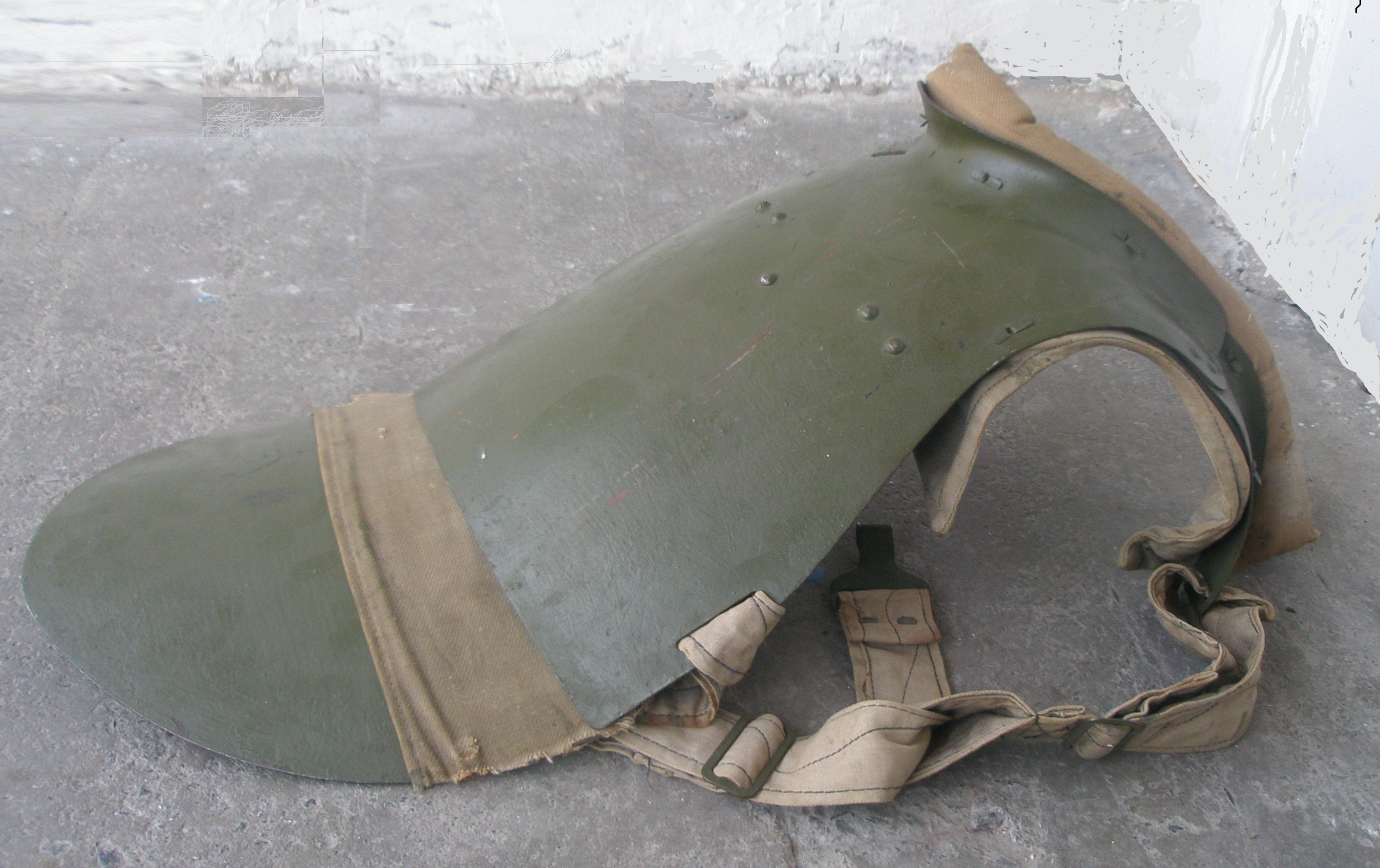
SN-42

근대 이후 1차 세계대전부터 총이나 포탄이 주력 무기가 되면서 흉갑 등은 사라지게 되었으며 현재의 방탄복 개념 등이 등장하였다. 1차 및 2차 세계대전에서는 기술력 부족으로 실크 대량생산이 어려워 방탄복 양산이 불가능하였고, 강철로 만들어진 흉갑형태의 방탄복이 지급 되었다. 시대 순으로 소련에서 개발된 1930년대 SN-42와 미군에서 개발된 1950년대 M1952, 1970년대 케블라 기반 권총탄 방어용 PASGT, 1980년대 소총탄 방어용 레인저 방탄복, 1990년대 인터셉터 방탄복과 이후 개발된 CIRAS와 JPC 방탄복 등으로 구분할 수 있다.

#### SN-42
소련에서 1차 및 2차 세계대전 중 사용했던 방탄복으로서 2mm 두께의 프레스 강판으로 만들어진 것이다. 무게는 3.5kg으로 상체의 앞부분을 보호하는 현대판 흉갑이며, 소총탄에 대한 방어는 곤란했지만 100m 밖에서라면 MP40 기관단총에서 발사된 권총탄의 방어가 가능해 파편에는 의미있는 방호력을 제공하였다.

#### M1952
미군에서 2차 세계대전 이후 철제 방호복을 대체하기 위해 세계 최초로 상용화된 강화섬유로 제작한 방편복이다. 수류탄, 포격 등 폭발물의 파편으로부터는 효과적으로 보호해줬지만, 여전히 일반 화기의 총알은 막지 못했다. 베트남전 당시 채용된 M1969 방편복 또한 여전히 일반 화기에 뚫리는 약한 방호력을 가지며, 동시에 너무 무거워 많은 병사들로부터 외면당했다. 이때까지만 해도 방탄복이라기보다는 방편복에 가까웠다.

#### PASGT M1
1970년대 미국 듀퐁사에서 새로운 강화 섬유 재질인 케블라(Kevlar)를 개발하였다. 이를 이용해 1978년 미군은 권총탄을 막을 수 있는 방탄복인 PASGT M1을 개발하여 방탄복의 방어 능력을 혁신적으로 향상시켰다.

#### 레인저 방탄복
케블라 섬유를 이용하여 제작된 방탄복에 세라믹 방탄 플레이트를 추가함으로써 최초로 소총탄도 방어할 수 있도록 만든 방탄복이다. 개발 초기에는 세라믹 방탄 플레이트가 첨가되어 방탄복의 무게가 무거워 평야에서 기동전 및 포탄 파편에 대한 방호가 1순위였던 병사들은 사용하기 어려웠다. 하지만 소련이 붕괴된 후 전투의 형태가 바뀌게 되고 소총탄 방호가 중점이 되면서 1998년에 PASGT 방탄복에 신형 방탄 플레이트인 SAPI(Small Arms Protective Insert) 삽입 및 목, 낭심, 목젖 보호대가 모듈화 되어 착용이 더 쉽게 개량되었다.

#### 인터셉터, CIRAS, JPC 방탄복
인터셉터(interceptor) 방탄복은 PALS(Pouch Attachment Ladder System)를 적용하여 방탄복에 각종 파우치를 착용할 수 있게 개량된 방탄복이다. CIRAS는 물에 빠졌을 때 나오기 힘든 문제 등의 해결을 위해 조끼 형태의 신속해체 기능에 중점을 둔 방탄복이고, JPC는 빠른 기동성과 침투능력 등을 중요시하는 특수부대를 위해 기동력에 중점을 두고 급소만을 방호하는 플레이트 캐리어의 기능을 수행하는 방탄복이다.

#### 한국의 방탄복
유럽의 방탄복 역사에 비해 우리나라의 방탄복 제작 역사는 짧은 편이다. 삼국시대 때 찰갑 갑옷, 판갑 갑옷이 사용되었으며, 고려 및 조선 전기 시대에는 쇄자갑, 경번갑, 피찰갑 갑옷이 이용되었다. 조선 중, 후기 두정갑이라는 갑옷을 이용했으며, 조선 말기 병인양요(1866년) 서양 총기의 위력을 보고 공포를 느낀 흥선대원군의 지시로 총에 대응할 갑옷으로 삼베를 13겹 겹쳐 만든 면제배갑(綿製背甲)을 개발하였는다. 이는 현대의 방탄복과 동일한 원리로, 세계 최초로 실전에 배치된 방탄복이다.

## 원리

### 방탄복
방탄복은 적용된 소재에 따라 크게 섬유 방탄복과 강판 방탄복 두 종류로 분류할 수 있다. 섬유 방탄복은 섬유 소재를 이용하여 총탄을 방호하며 총알의 회전력을 감소시켜 관통을 막는 방식인데 반하여, 강판 방탄복은 강판 및 세라믹 소재를 이용하여 파편을 방호하며 발사체를 분쇄시켜 운동량과 침투성을 감소시키는 방식이다.

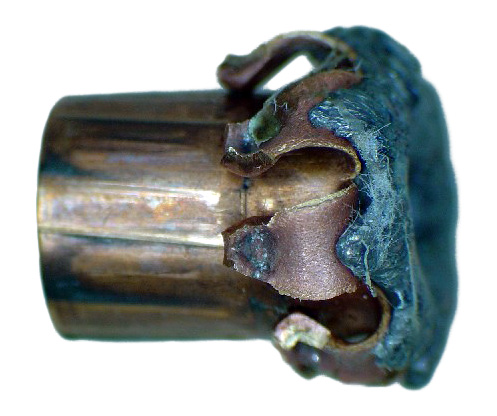
머쉬룸 현상(mushroomed bullet)

섬유 방탄복의 원리는 방탄복 소재의 인장 강도와 총알의 열에너지를 이용하여 총알을 막을 수 있게 된다. 높은 강도의 유리 섬유를 압축하여 그물 형태로 엇갈려 제작하고, 강한 유리 섬유의 인장 강도를 이용하여 총알의 운동에너지를 흡수한다. 또한, 총알에서 발생하는 열에 의해 섬유가 녹으면서 응집이 일어나 운동에너지를 떨어뜨려 총알의 움직임을 멈추게 한다. 따라서 총알에 피격되면 방탄복도 파괴되지만, 날아오는 힘에 의해 총알 자체도 파괴될 수밖에 없는데, 실제로 방탄복에 명중한 총알은 버섯처럼 납작하게 터져버린 형태가 된다. 방탄복의 저항에 의해 총알이 뭉개지는 것을 “머쉬룸(mushroomed) 현상”이라고 하며, 뭉개지면서 총알 표면적은 늘어나고 압력은 그에 반비례해 급격하게 감소하여 총알이 멈추는 것이다. 따라서 방탄복 제작에 있어 섬유의 소재 및 섬유의 적층 구조, 탄성계수, 내열성이 중요하다.
섬유 방탄복은 방탄복의 기본적인 방탄 원리이다. 그러나 현재 기술 상 섬유 소재만으로는 권총탄과 같은 소형탄까지만 막을 수 있으며, 소총탄 및 철갑탄을 막기에는 부족함이 있다. 이를 보완하기 위해 강판 방탄 기술이 필요하다. 이것은 기존의 섬유 방탄복에 금속 및 세라믹 소재를 활용해 만든 방탄 플레이트를 삽입해 만들 수 있다. 이 경우 방탄 플레이트의 경도, 굽힘 강도, 파괴인성 등이 방탄복의 성능을 좌우하는 핵심적인 요소들이다.

## 방탄 능력 및 소재

### 능력 기준
방탄 도구에 사용된 소재에 따라 방호력에 큰 차이가 있다. 대부분의 나라에서는 미 법무성 산하 국립사법연구소(National Institute of Justice, NIJ)에서 정한 방탄복 등급을 사용하고 있다. 각각의 방탄레벨에서 막아낼 수 있는 탄환의 종류, 구경, 탄환의 속도 등에 대하여 규정하고 있다.
| Threat Level | Bullet Caliber and Type               | Bullet Mass (grains) | Impact Velocity ft/s m/s | Impact Velocity ft/s m/s |
| ------------ | ------------------------------------- | -------------------- | ------------------------ | ------------------------ |
| 2A           | 9mm full metal jacket, round nose     | 124                  | 1120                     | 341                      |
| 2A           | 40 S&W full metal jacket              | 180                  | 1055                     | 322                      |
| 2            | 9mm full metal jacket, round nose     | 124                  | 1205                     | 367                      |
| 2            | 357 magnum jacketed soft point        | 158                  | 1430                     | 436                      |
| 3A           | 9mm full metal jacket, round nose     | 124                  | 1430                     | 436                      |
| 3A           | 44 magnum semi-jacketed hollow point  | 240                  | 1430                     | 436                      |
| 3            | 7.62 NATO full metal jacket (M80 Ball | 148                  | 2780                     | 847                      |
| 4            | 30 Caliber armor piercing (AP M2)     | 166                  | 2880                     | 878                      |

방탄복 및 방탄 플레이트 제작을 위해 많이 사용되는 소재로는 섬유, 금속, 세라믹을 들 수 있다. 방탄복에서 가장 많이 사용되는 소재는 섬유소재지만, 소재 특성 한계로 인해 NIJ 방탄조끼분류 등급을 기준으로 최대 3A 레벨까지만 방어가 가능하다. NIJ 레벨 3~4 방호를 위해서는 방탄 플레이트를 방탄복에 삽입하는 것이 필요하다.
방탄헬멧에 대한 규격은 다음과 같다.
| Armor Type | Bullet Caliber and Type | Bullet Mass (grains) | Impact Velocity ft/s m/s | Impact Velocity ft/s m/s |
| ---------- | ----------------------- | -------------------- | ------------------------ | ------------------------ |
| 1          | 22 LRHV LEAD            | 40                   | 1050                     | 320                      |
| 1          | 38 RN LEAD              | 158                  | 850                      | 259                      |
| 2A         | 9mm FMJ                 | 124                  | 1090                     | 332                      |
| 2A         | 357 Magnum JSP          | 158                  | 1250                     | 381                      |
| 2          | 9mm FMJ                 | 124                  | 1175                     | 358                      |
| 2          | 357 Magnum JSP          | 158                  | 1395                     | 425                      |

### 능력 측정
어떤 충격 위협에 대해서도 방호 표적재로서 충분한 두께의 재료층을 사용한다면 방호가 가능하다. 그러나 실제적으로는 장갑(裝甲)의 중량과 크기에 제한성이 있어 사용조건에 따라 장갑의 최적 설계조건을 찾고자 하여 방호성능을 평가한다.
방탄 성능을 측정할 때 관통에 대한 저항 능력, 충격에너지, 흡수능력 등을 고려해야 하는데, 그 측정방법으로는 50% 확률의 완전관통을 하는 경우의 충격 속도를 이용하는 방호탄도한계(Protection ballistic Limit) 측정 방법과 50% 확률의 완전관통을 하는 경우의 피탄각도를 이용하는 방호탄도 임계각도 측정방법, 그리고 기준 장갑 관통 저항에 대비한 상대적 관통 저항 능력인 방호 효율(Ballistic Efficiency) 측정방법과 같은 방법이 있다.

#### 방호탄도한계(Protection ballistic Limit) 측정방법: 50% 완전관통 충격속도
이것은 장갑이 어느정도 속도의 탄에서 어느정도의 방탄 확률을 지니는지 측정하는 방법으로, 가장 보편적인 방호성능 측정 방법 중 하나이다.  운동 에너지탄이 어떤 속도로 장갑과 충돌하였을 때, 그 탄은 장갑을 관통할 확률과 관통하지 못할 확률을 가진다. 50% 완전관통 충격속도란 50% 확률로 장갑을 완전관통할 수 있는 충격속도로, 이것을 방호탄도 한계(protection ballistic limit)라고 정의한다.
이 한계는 일정한 표적장갑의 두께와 피탄각(obliquity, 충격면에서의 장갑면에 대한 법선과 동일점에서의 탄도에 대한 접선간의 각)에 대하여 추진제의 양을 조졸하여 충격속도를 변화시키면서 탄도실험을 통해 얻는다. 이때 충분한 횟수의 탄도 실험을 통해 완전 및 부분관통이 섞여서 일어나는 속도 범위인 혼합속도범위(ZMR: zome of mixed results)를 구해낸다. 이것은 완전관통이 일어나는 최고속도와 부분관통이 일어나는 최저속도의 차이의 범위로 나타난다. 이 속도범위가 위치하는 구간으로 장갑의 방탄 성능을 판단할 수 있다.

#### 고속충격시험(High velocity impact test)
고속 충격탄 관통실험 장치를 통해 장갑의 고속탄에 대한 방호 성능을 측정하는 방법이다. 충격속도는 크게 저속(low, <30m/sec), 고속(high, 30-240m/sec), 탄도(ballistic, 240m/sec 이상), 초고속(hypervelocity, <15,000m/sec) 네가지 범위로 분류하며, 장갑재료는 240m/s 이상의 탄도충격을 받는다.
고속 충격탄 관통실험 장치를 설치하고, 총열로부터 123.12cm 떨어진 지점에 속도측정을 위하여 1번 탄도스크린을 설치하고 1번에서 91.44cm 떨어진 지점에 2번, 다시 2번에서 91.44cm 떨어진 지점에 3번 스크린을 설치한다. 3번 탄도 스크린에서 72cm 떨어진 지점에 시험편을 두고 시험편에서 15.2cm 떨어진 지점에 알루미늄 확인판을 두고 확인판에서 20cm 떨어진 지점에 커버상자를 설치한다.
총열을 지지하고 있는 탄자 발사대인 거총대는 Aerolab. Supply Co.에서 제작한 거총대를 사용하고, 총열은 오스트리아 AVL사의 5.56mm의 소총 총열을 사용한다. 탄자는 5.56mm ball탄을 사용한다. 디지털 오실로스코프와 크로노그래프를 이용해 탄자의 속도를 측정한다.

### 섬유소재

#### 케블라(Kevlar)

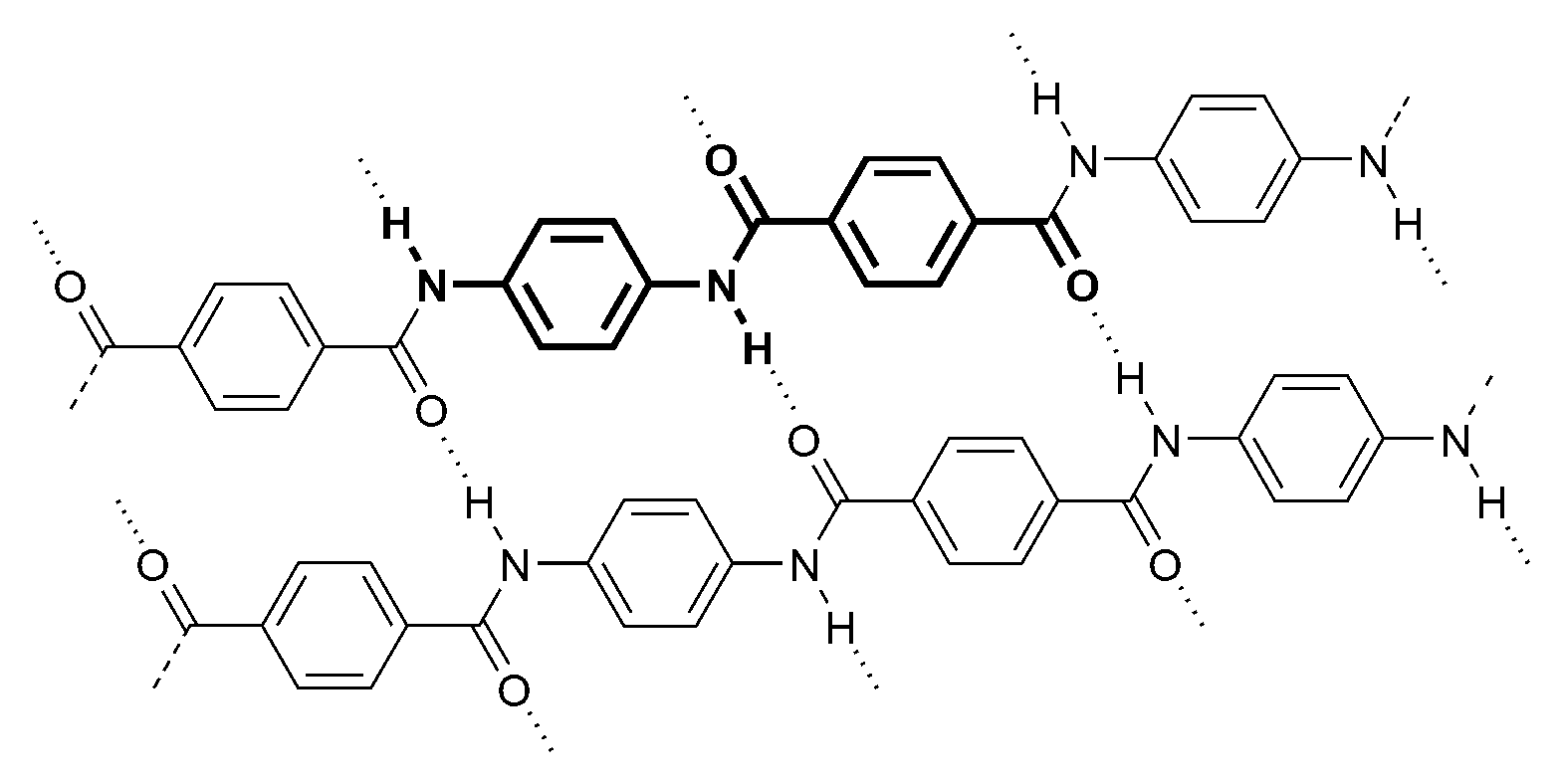
케블라 분자구조

미국 듀퐁 사의 아라미드(Aramid) 소재의 브랜드명이다. 아라미드는 Aromatic amide의 줄임말인데, 폴리아미드(polyamid) 소재를 벤젠고리의 aromatic구조로 만든 것이다. 유기 고분자 소재라서 가볍고, 3500MPa 이상의 인장 장도로 강철에 비해 5배 이상의 강도를 가지고 있다. 분자간 수소결합을 하기 때문에 결합력이 강하여, 섭씨 300도 이상에서도 안정적인 상태를 유지하고 특수한 용액에 의해 잘 용해되지 않고 내화학성이 뛰어난 특징을 가지고 있다.
그러나 물에 젖으면 강도가 약해져 활용을 위해선 방수 처리가 필요하고, 강한 특징 때문에 가공하기 어렵다. 자외선에 분해될 수 있어 취급에 주의해야 하고, 값이 높다는 단점이 있다.

#### 초고분자량 폴리에틸렌(HMWPE, Ultra High Molecular Weight Polyethylene)
다이니마(Dyneema)라고 불리며 네덜란드 DSM사에서 개발한 제품이다. 케블라의 탄성력 130GPa 대비 116Gpa로서 약간 떨어지지만 충격 흡수력은 뛰어나 방탄복 소재로써 가장 많이 이용되고 있다.
그러나 섬유 소재 특성의 한계로 인해 NIJ 방탄조끼분류 등급을 기준으로 최대 3A 레벨까지만 방어가 가능한 단점이 존재한다.

### 금속소재

#### 특수 내마모 강판 (AR-Plate, Abrasion Resistant Plate)
저탄소 붕소(B)을 함유한 합금강이다. 섭씨 920도의 고온에서 가열 후 급랭시켜 제작하는 열처리 강판 및 방탄 플레이트로서 사용된다. 열처리 방법에 따라 성질 차이가 발생하는데, 일반적인 AR-Plate는 수냉(Water Quenching)에 의해서 생산되지만 오일(Oil) 또는 공기 경화(Air Hardening) 기법으로 열처리 하게 되면 가공경화능(Work-Harding)으로 내마모성이 증가하고 높은 인성과 충격치를 보유하게 된다. 이렇게 열처리된 강판은 다른 표면 열처리 강판에 비해 최소 4~10배 이상의 내마모성 수명을 보유하게 된다.
특히 AR-500은 가격이 저렴하며, 높은 경도 및 탄성을 가져 방탄용 강판으로 가장 많이 사용되고 있지만, 무겁고 높은 경도 때문에 총알이 깨져 파편으로 인한 2차 피해를 유발할 수 있는 단점들이 있어 미국의 민간 시장에서 많이 이용된다. 기존의 방탄복에 이러한 강판 플레이트를 넣으면 NIJ등급 기준 레벨 3까지 방어가 가능하다.

#### SAPI(Small Arms Protective Insert) plate
세라믹 소재로서, 실리콘 카바이드(silicone carbide)로 제작된 강판 플레이트이다. 세라믹 방탄 플레이트는 단단하며, 금속으로 제작된 강판보다 가벼운 것이 특징이다. 하지만 비싼 가격과 취성에 약한 세라믹의 특징으로 인해 충격에 조심해야 하며, 같은 부위에 두 번 이상 총격을 받으면 위험할 수 있는 것이 단점이다. 따라서 방어력과 기동력이 모두 중요한 군에서 기존의 방탄복에 세라믹 플레이트를 끼워 사용하는 경우가 많다. 이러한 세라믹 플레이트는 NIJ등급 기준 레벨3에서 레벨4까지 제작 가능하여 소총탄 및 철갑탄도 방어할 수 있다.

## 연구동향

### 국내
국내 섬유기술력은 2017년 기준 미국, 일본, 유럽연합(EU)에 이어 4위로 높은 기술력을 보유하고 있다. 하지만, 기존 국내 방탄복 개발은 상용소재의 혼합 및 접합 등과 같이 저차원적 공정 기술 개발이 주를 이루어 왔으며, 전투복 및 방탄복 적용을 위한 첨단 소재 개발은 제대로 이뤄지지 않는 실정이다. 소재의 한계 극복을 위하여, 국내 연구진들은 아라미드계열의 방탄섬유를 중심으로 국산화를 위한 연구를 수행 중이다.
한편, 고경량성 방탄소재인 초고분자량폴리에틸렌(UHMWPE)의 개발에 있어서 국내 기술은 경쟁국에 비해 매우 낮은 수준이다. 경쟁국들의 UHMWPE를 활용한 고경량성 방탄복의 개발이 활발한 가운데, 국가 경쟁력 향상을 위해서는 해당 소재에 대한 국내 연구진들의 기술 개발과 대책 수립이 필요하다. 또한, 일반 충격에는 취약하다는 UHMWPE의 단점을 보완하면 국가 경쟁력을 확보할 수 있을 것으로 여겨진다.

#### 한국섬유개발연구원
구조복합 및 공정융합기술을 구사하여 아라미드 섬유 1g으로 100m 길이의 가는 실을 뽑을 수 있고, 신축 특성을 가지는 헤스티아(HESTIA)를 개발하였다. 축적된 기술을 바탕으로 2017년 초 국방섬유 연구개발을 위한 전담 조직인 국방섬유사업단을 신설하고 국방섬유의 연구개발·마케팅·네트워크 구축을 목적으로 노력하고 있다. 또한, 탄소섬유 강화 플라스틱(CFRP)를 활용하여 경량 고강도 방탄방패를 개발하여 ‘2018 대한민국방위산업전’에 참가하기도 하였다.

#### 국방과학연구소
후처리 공정을 통한 내화학성과 기계적 물성이 증대된 정렬형 아라미드 나노섬유 제조하는 방법을 개발하였다. 세척과정을 통해 상기 나노섬유 내 염(salt)을 제거하는 공정 및 260∼450℃에서 열처리하는 공정을 통하여 내화학성과 기계적 물성이 향상된 아라미드 나노섬유를 제조하였다.

#### 한국화학연구원
2019년 아라미드 나노섬유의 제작 시간을 대폭 줄인 공정 기술을 개발하였다. 아라미드 고분자 생산 후 황산을 이용해 나노섬유화 하던 기존 공정과는 다르게, 보조 용매와 염기 물질 추가를 통한 나노섬유화 공정을 통하여 공정 단순화 및 대량 생산화를 가능케 하였다. 해당 나노섬유는 엘라스토머 보강재로서 기존 고분자 소재의 인장인성을 1.5배 향상시켰다. 해당 아라미드 나노섬유 대량생산 기술을 통하여 고성능 방탄섬유개발의 경제성이 향상될 것으로 기대된다.

#### 재료연구소
국내 선진 연구들이 대부분 소재적 부분에 초점을 맞춘 가운데, 인체 친화적 디자인을 통한 방탄복 성능향상에 대한 연구가 이루어지고 있다. 배창준 박사팀은 3D 프린팅 공정 변수에 대한 제어를 통하여 복잡형상 구현을 위한 기술을 확보하였다. 해당 연구진은 세라믹 3D프린팅 공정 중 발생하는 세라믹 분말의 침강문제를 해결하기 위한 계산모델을 수립하여 설계-소재-공정 변수 간 상관관계를 규명하였다. 또한, 변수 제어를 통해 층 분리 방지 영역을 도출하고 실제 침강제어 실험을 통하여 효과적으로 침강에 의한 층 분리 결함을 억제할 수 있는 계산 모델의 적용 가능성을 증명하였다. 해당 연구진은 축적된 3D 프린팅 기술을 기반으로 난양공대(Nanyang Technological University) 송주하 연구진과 함께 원시어류의 3D 곡면 구조를 효과적으로 구현하는 비늘형 방탄복 제작을 위한 연구를 진행 중이다.

### 해외
해외에서 방탄복 제작을 위해 다양한 연구들이 진행 중인데, 물고기 비늘의 구조를 연구하여 방탄복에 적용시키는 연구, 거미줄을 이용한 방탄복 제작 연구, 액체 방탄복 연구, 금속 스펀지를 이용한 방탄복 연구, 그래핀을 이용한 방탄복 연구, 3D 프린팅을 이용한 방탄복 연구 등이 있다.

#### 물고기 비늘
2000년대에 미 육군의 지원을 받아 MIT(Massachusetts Institute of Technology) 연구진은 서아프리카 진흙탕에 서식하는 원시어류인 공룡장어(폴립테루스 세네갈스, Polypterus senegalus) 비늘의 적층 구조를 분석하여 재질과 구조, 두께가 각각 다른 네 겹의 층으로 이뤄져있는 것을 발견했다. 이러한 연구 결과를 바탕으로 아라미드로 된 기존 방탄섬유에 여러 개의 2인치 정도 크기의 실리콘 카바이드 세라믹으로 만든 원형 디스크를 비늘 모양으로 이어 붙인 형태의 ‘드래곤 스킨(Dragon Skin)’ 방탄복을 개발하였다. 이 방탄복은 기본적으로 NIJ등급 레벨3에 해당하며, 레벨4에 해당하는 버전도 있어 소총탄에 대해 높은 방어력을 가지며, 수류탄에 얹어 놓고 터뜨린 실험에서도 파편을 완벽하게 막아내는 성능을 보여주었다. 하지만 소형 패널 수백개를 이어붙이는 구조적 특성상 불량이 매우 많은 점과 비싼 가격 등으로 인해 군에서 상용화되기에는 한계가 있다.

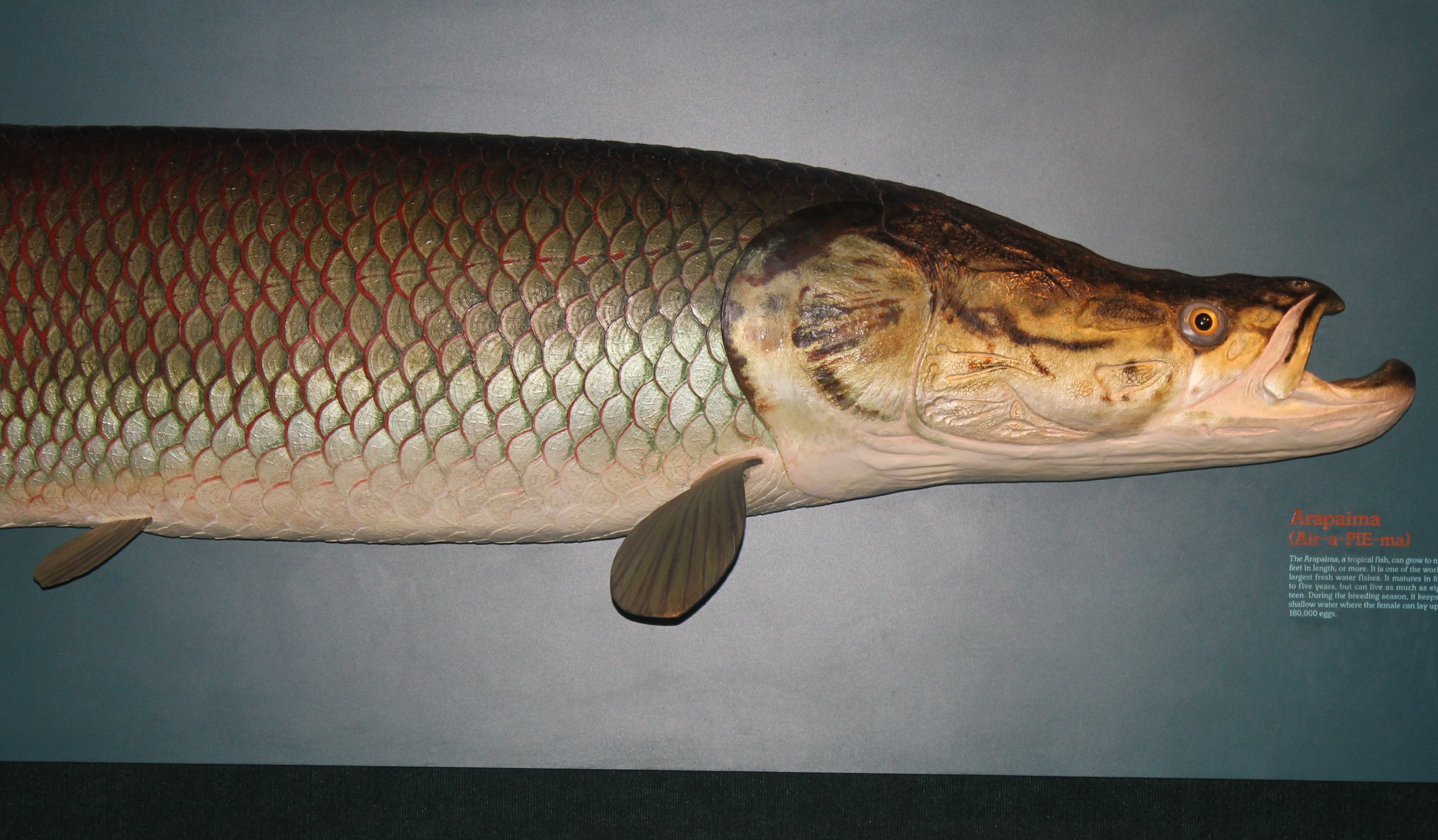
아라파이마

물고기 비늘을 이용한 방탄복 연구는 현재도 계속 진행 중인데, 2019년 미국 샌디에이고 캘리포니아대(UCSD) 등 공동 연구팀은 남미에 서식하는 고대 어종인 아라파이마 (Arapaima)가 어떻게 피라냐가 들끓는 강에서 살아남을 수 있는지에 대한 연구 결과를 발표 하였다(그림 12). 아라파이마의 비늘은 방탄복의 구조와 유사한 단단하게 광물화된 외부층과 질기면서도 부드러운 내부층으로 이루어져 있다. 이러한 아라파이마 비늘의 내외부 층은 서로 합쳐져 응집력 있는 방어막을 형성하는데, 이는 콜라겐에 의해 원자 규모로 결합되어 있으며, 방탄복과 달리 두 개의 층이 서로 떨어지거나 부서져 재료가 약해질 염려가 없다. 따라서 이러한 물고기 비늘의 구조를 이용한 새로운 개념의 방탄복 개발을 위해 연구가 활발히 이루어지고 있다.

#### 거미줄
거미줄은 가볍고 유연하며 강도가 어느 섬유보다 크며, 강철로 만든 방탄복보다 탄성이나 인장강도가 높아 방탄복 소재로 큰 주목을 받았다. 2016년도에 미국 플로리다의 Kraig biocraft laboratory에서는 미 육군의 의뢰를 받아 드래곤 실크로 불리는 인공 거미줄 소재 테스트를 시행하였다. 또한, 거미줄 대량 생산 문제를 해결하기 위해 스웨덴 농업과학대, 중국 동화대, 스페인 마드리드공대 등이 참여한 국제 연구진은 대장균의 유전자와 거미줄 유전자를 이용해 실제 거미줄의 특성과 유사한 인공 거미줄 개발에 성공하였다.

#### 전단농화유체(STF: Shear Thickening Fluid)
미국 델라웨어 대학의 Wagner 교수 연구팀에 의해 개발된 것으로, STF는 고농도의 실리카 입자를 에틸렌글리콜에 충진한 액체이다. STF는 평소에는 젤 상태로 존재하지만 충격이 가해져 전단응력이 증가하여 임계속도에 도달하면 유체 내에 분산된 미세한 입자들 사이의 거리가 가까워져 분자 사이의 상호작용이 증가하여 순간적으로 고체와 같이 단단해지며, 응력이 제거되면 원래의 젤 상태로 돌아가는 특성을 갖고 있다. 이러한 STF를 이용한 방탄복은 NIJ등급 레벨 3A를 가지면서 가볍고, 유연하며 착용성이 우수한 장점이 있다. STF의 비싼 가격을 해결하기 위하여 한국생산기술연구원 바이오나노섬유융합연구그룹 유의상 수석연구원 팀은 흄드 실리카(fumed silica)를 이용해 STF 물질을 기존 대비 10분의 1 가격으로 제조하는 방법을 개발하였다.

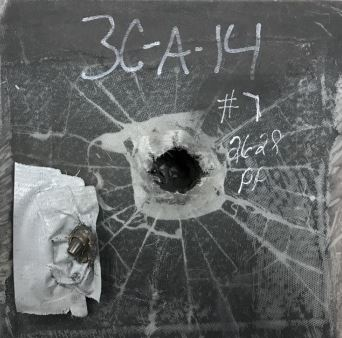
충격 받은 후의 CMF

#### 금속 스펀지
미국 노스캐롤라이나 주립대학교(NCSU)의 아프사네 라비에이(Afsaneh Rabiei)교수가 개발한 새로운 금속 소재인 금속 스펀지라고 불리는 CMF(Composite Metal Foam)는 스펀지처럼 구멍이 뚫린 스테인리스강이다. 이 금속 스펀지는 다른 금속재질에 비해 열에 잘 견디며 X선, 감마선, 중성자 방사선을 차단하는 기능을 가지고 있으며, 또한 1인치 이하의 두께로 철갑탄을 막아낼 수 있어 방탄복 경량화가 가능하다.

#### 그래핀 및 탄소나노튜브

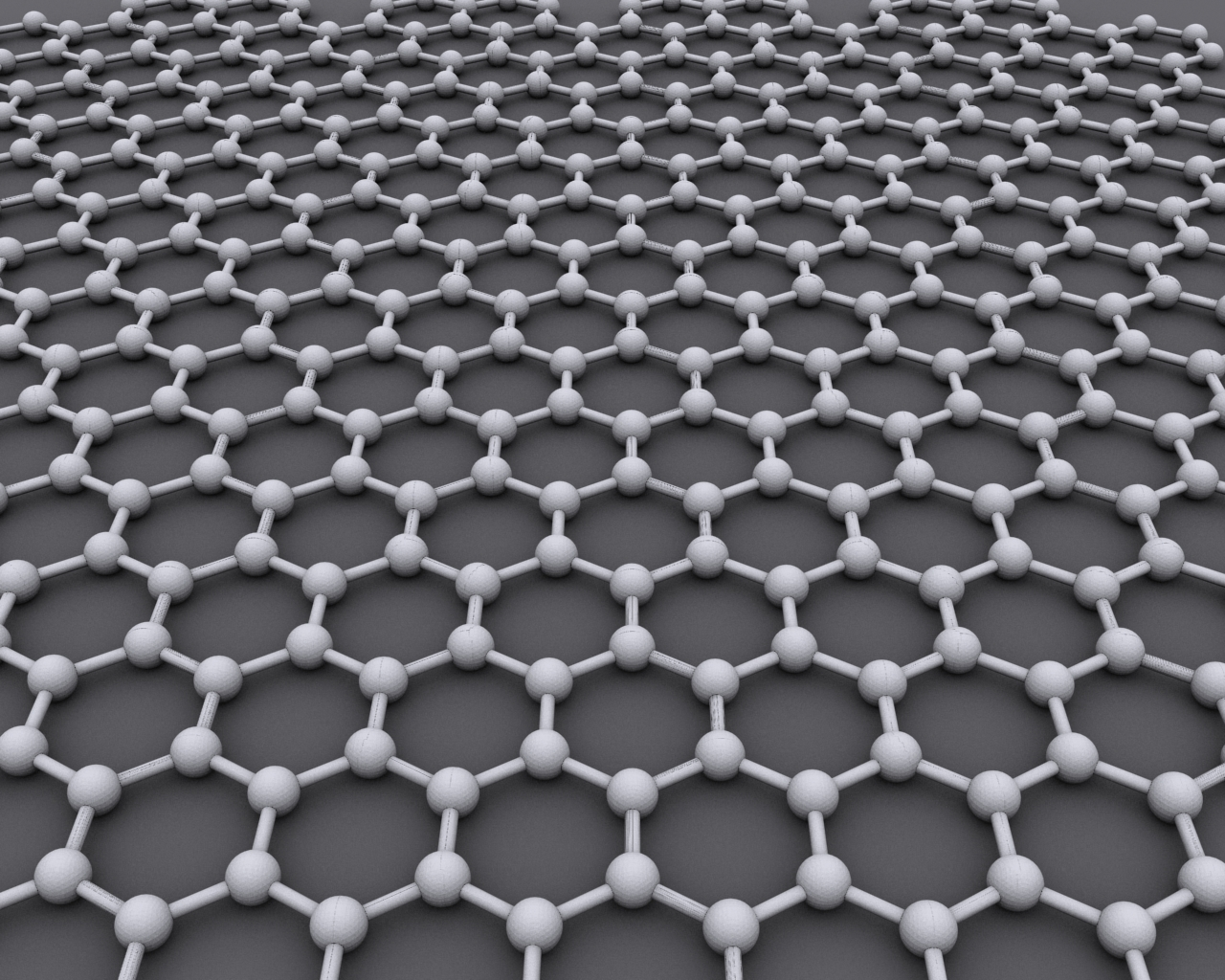
그래핀

그래핀 또는 탄소나노튜브 소재를 이용한 미래형 방탄복을 개발하는 연구도 진행되고 있다. 그래핀 소재는 2004년 영국의 안드레 가임, 콘스탄틴 노보셀로프 교수에 의해 최초로 발견되었다. 그래핀은 육각형 탄소 원자가 2차원 평면 형태로 나열되어있는 형태를 가지며, 기존의 케블라 섬유보다도 7배 이상 강하다. 미국 매사추세츠 주립대학교(University of Massachusetts)의 이재황 교수팀은 지름이 1μm 인 그래핀을 여러 겹 쌓아 강철보다 10배 이상 효과가 뛰어난 방탄복 소재를 개발했다.

## 참고 문헌
- 배창준, 장성완, 손현진. “미래형 방탄복 소재기술”. 《소재기술백서2019》 (KIMS 재료연구소).
- 구승환, 김영철, 박중화. "방탄복 방탄시험 기준에 관한 연구". 《한국산학기술학회논문지 제22권 제11호》 (한국산학기술학회)
- 황은성. "다차원 시각화 분석과 워게임을 이용한 맞춤형 군 방탄복 수요예측에 관한 연구 = A study on demand forecasting of customized army body armor using multidimensional visual analysis and war game" (광운대학교 대학원)
- 손세원, 홍성희(2022). "방탄소재의 연구동향 및 방탄헬멧 개발(Research Trends on the Ballistic Protection Materials and development of Bullet-proof Helmet)".《한국정밀공학회지 = Journal of the Korean Society of Precision Engineering v.19 no.7 = no.136》: 7-19.